# Rincón de Soto
Rincón de Soto é um município da Espanha
na província e comunidade autónoma de La Rioja, de área 19,86 km² com população de 3544 habitantes (2007) e densidade populacional de 175,90 hab/km².

## Demografia
| Variação demográfica do município entre 1991 e 2004 | Variação demográfica do município entre 1991 e 2004 | Variação demográfica do município entre 1991 e 2004 | Variação demográfica do município entre 1991 e 2004 |
| --------------------------------------------------- | --------------------------------------------------- | --------------------------------------------------- | --------------------------------------------------- |
| 1991                                                | 1996                                                | 2001                                                | 2004                                                |
| 3329                                                | 3343                                                | 3485                                                | 3525                                                |